# Santuário Madre de Deus
O Santuário Madre de Deus é um templo católico fundado no ano de 1733, localizada na cidade de Vigia, no interior do estado do Pará.

## História

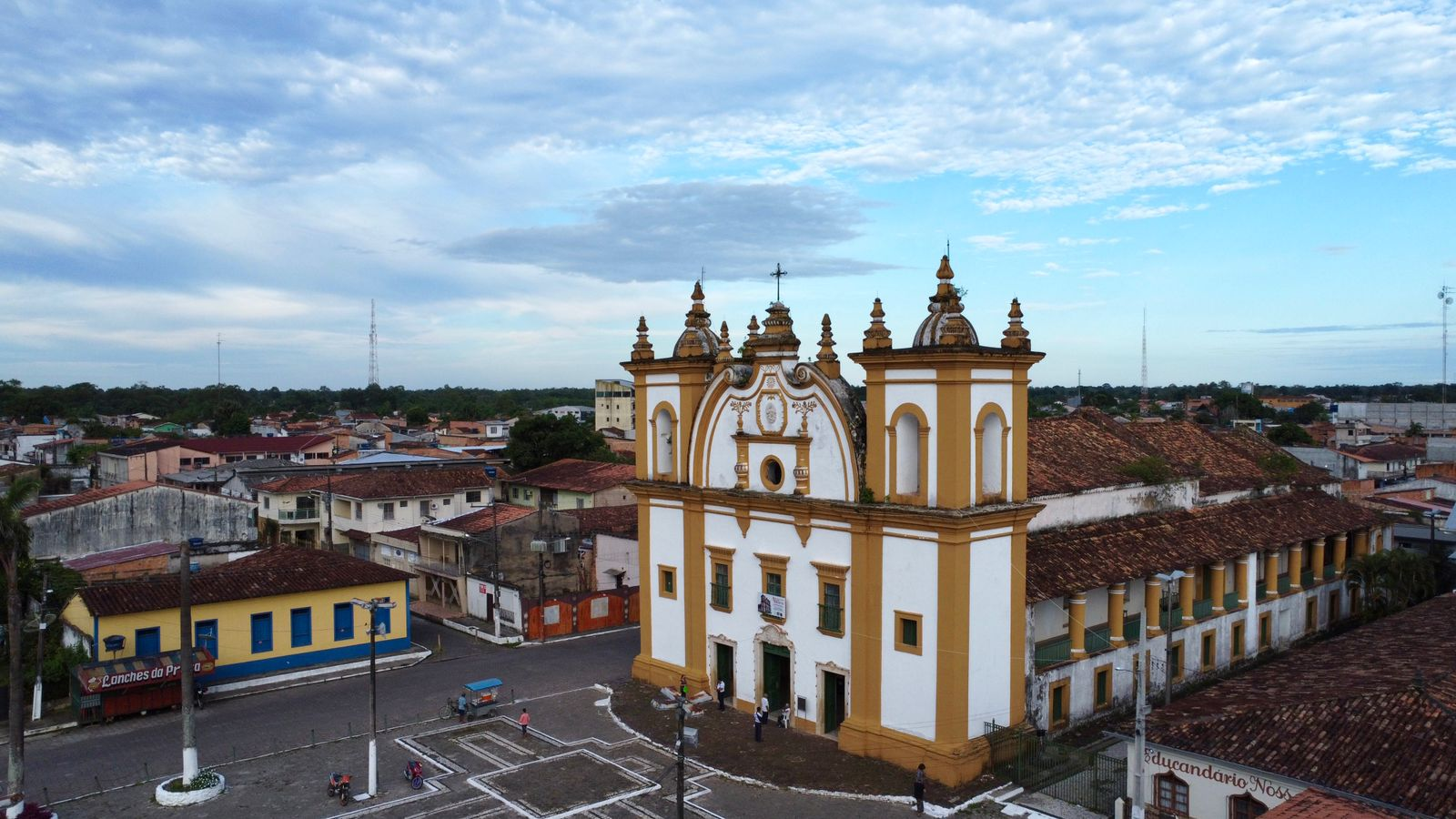
Santuário Madre de Deus em 2018, quando ainda era Igreja da Madre de Deus

De acordo com a pesquisadora em arquitetura da Universidade de Évora, Renata Malcher de Araujo, a Igreja da Madre de Deus é a segunda grande edificação realizada pelos padres jesuítas na região da Amazônia. Localizada no muncípio de Vigia, no interior do Pará, sua montagem inicial remonta ao ano de 1732, quando a companhia teve autorização do Império brasileiro para estabelecer no local um colégio.
Após um ano de funcionamento e obras, o local converteu-se em templo religioso. A igreja possui nave única, com sino e telas com a vida de Jesus. A sacristia ainda conta pinturas e mobília do século XVIII.

## Tombamento
Por sua importância histórica, religiosa e arquitetônica para a cidade, a igreja passou pelo processo tombamento histórico junto ao Serviço do Patrimônio Histórico e Artístico Nacional (SPHAN), atual Instituto do Patrimônio Histórico e Artístico Nacional (IPHAN), no ano de 1954.

### Atualidade

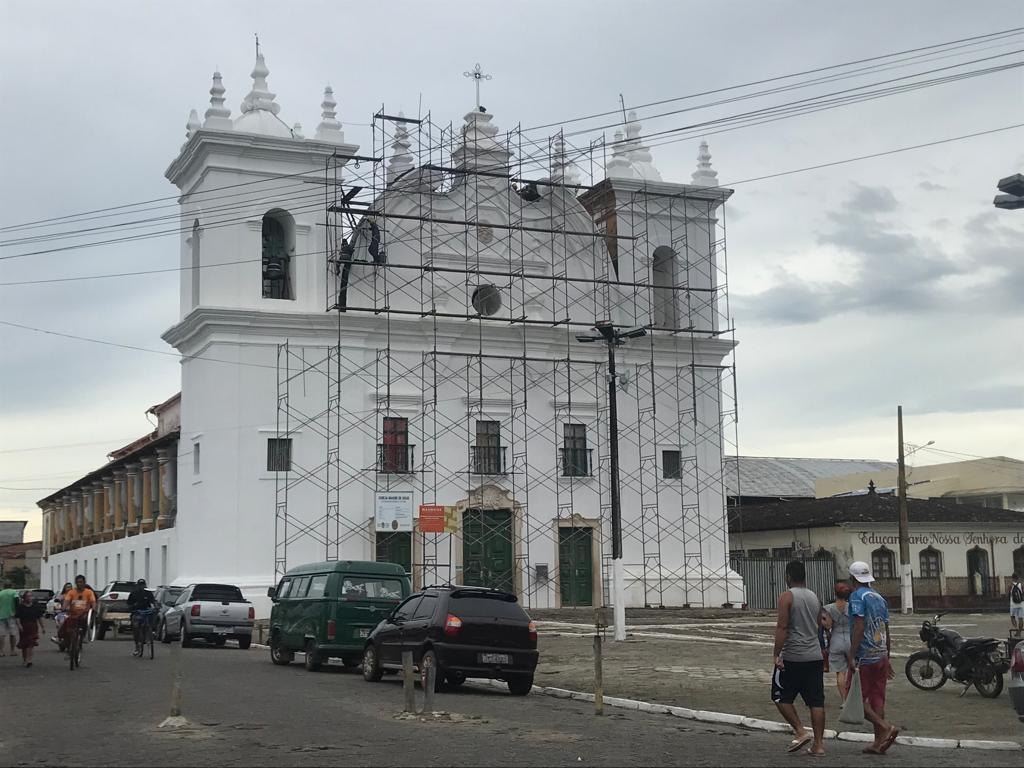
Fachada da igreja em reforma em junho de 2023.

Após uma inspeção do IPHAN realizada em 2021, aferiu-se que o prédio possuía riscos graças a remendos realizados na parte elétrica que colocavam o prédio em risco, além da necessidade de reparos estruturais em telhados, forro e nas fundações do prédio. Uma campanha de arrecadação de fundos foi lançada pelo Dom Carlos Verzeletti, com apoio da prefeitura de Vigia e a Secretaria de Cultura do município, com intuito de reparar o bem histórico.
Em julho de 2022, a igreja foi fechada para o início das obras de restauração, para a realização da obra de restauro custeada pelo governo do estado do Pará, na gestão de Helder Barbalho (MDB), em uma obra custeada em quatro milhões de reais. O prazo de realização da obra é dezoito meses, passando por reformas e restauros da igreja. A igreja foi reinaugurada e reaberta ao público no dia 12 de dezembro de 2024, quando também foi elevada ao cargo de Santuário mediante decisão da Diocese de Castanhal.